# Selección de rugby playa de Chile
La selección de rugby playa de Chile es el representativo de dicho país en las competencias internacionales oficiales de rugby desarrolladas en playa.

## Plantel

### Juegos Suramericanos 2023
| Chile Playa Masculino |
| --------------------- |
| Francisco Scassi      |
| Tomás del Río         |
| Iñaki Tuset           |
| Federico Contreras    |
| Martín Pizarro        |
| Cristóbal Martínez    |
| Nicolás Saab          |
| Martín Leiva          |
| Mateo Sahurie         |
| Martín Escobar        |

## Participación en copas

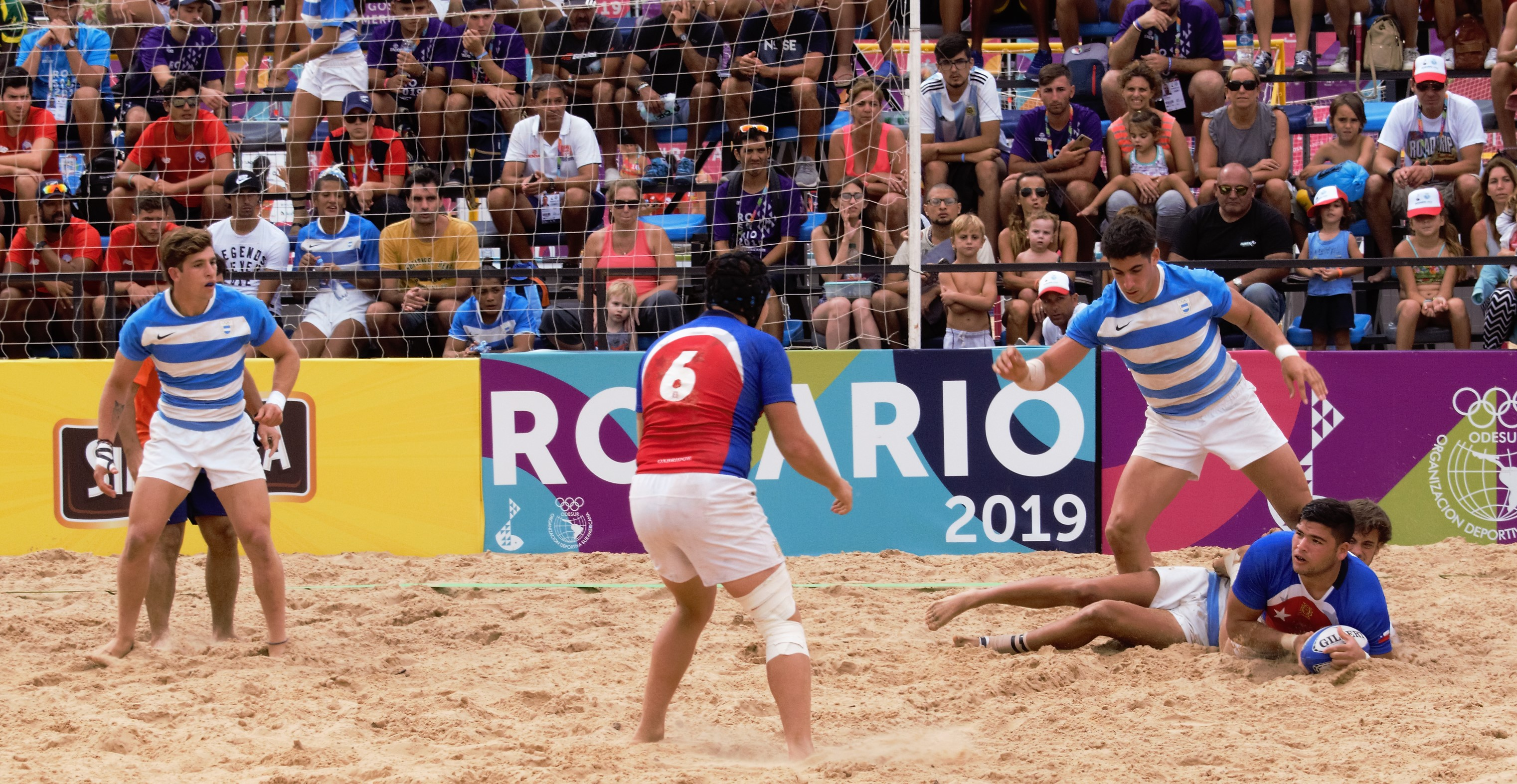
Final entre Argentina y Chile durante los Juegos Suramericanos de Playa de 2019.

### Juegos Suramericanos
- Punta del Este y Montevideo 2009: 5º puesto
- Manta 2011: 2º puesto
- La Guaira 2014: No participó
- Rosario 2019: 2º puesto [1]
- Santa Marta 2023: 1º puesto

### Juegos Bolivarianos de Playa
- Lima 2012: 1º puesto [2]
- Huanchaco 2014: No participó
- Iquique 2016: 1º puesto[3]

### Otros torneos
- Súper Desafío BRA Rugby Beach 2016: 2º puesto[4]

## Palmarés
- Juegos Suramericanos: 
  -  Medalla de oro: 2023
  -  Medalla de plata: 2011, 2019

- Juegos Bolivarianos de Playa: 
  -  Medalla de oro: 2012, 2016

## Estadísticas
| Oponente  | Jugados | Ganados | Empatados | Perdidos | % de victorias |
| --------- | ------- | ------- | --------- | -------- | -------------- |
| Argentina | 7       | 2       | 1         | 4        | 28.5%          |
| Brasil    | 5       | 4       | 1         | 0        | 80.0%          |
| Colombia  | 4       | 3       | 0         | 1        | 75.0%          |
| Ecuador   | 5       | 4       | 0         | 1        | 80.0%          |
| Guatemala | 1       | 1       | 0         | 0        | 100.0%         |
| Guyana    | 1       | 1       | 0         | 0        | 100.0%         |
| Paraguay  | 6       | 4       | 1         | 1        | 66.6%          |
| Perú      | 3       | 2       | 0         | 1        | 66.6%          |
| Uruguay   | 4       | 1       | 1         | 2        | 25.0%          |
| Venezuela | 8       | 7       | 0         | 1        | 87.5%          |
| Total     | 44      | 29      | 4         | 11       | 65.90%         |

Último evento considerado: Juegos Suramericanos de Playa 2023.